# Guillaume Saurina

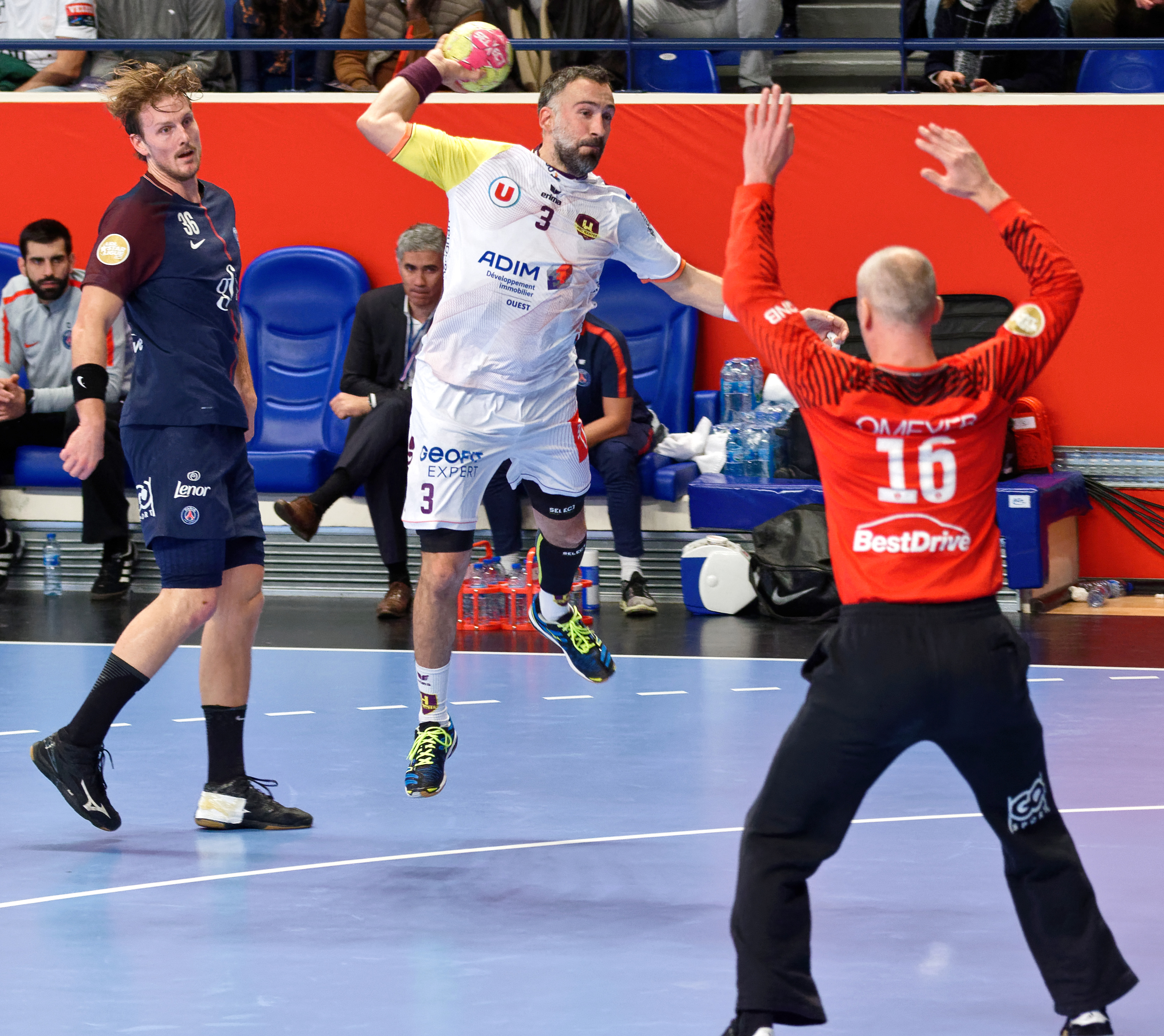
Guillaume Saurina avec Nantes tente de marquer face au parisien Thierry Omeyer, le 14 décembre 2017.

Guillaume Saurina, né le 4 août 1981 à Avignon, est un joueur puis entraîneur français de handball. 
Évoluant au poste d'arrière gauche, il notamment évolué pendant 4 saisons au Villeurbanne HBA puis pendant 9 saisons à l'USAM Nîmes et a cumulé 1 378 buts en championnat de France. Au terme de sa carrière sportive en 2018, il devient entraîneur, d'abord pour le club féminin du Nantes Atlantique HB  et depuis 2022 pour le club masculin du Pontault-Combault Handball.
Sa mère, Patricia Saurina (d), était une dirigeante de handball et sa femme, Camille Ayglon-Saurina, était également handballeuse internationale française.

## Biographie

### Jeunesse
Ayant des parents et un frère impliqués dans le monde du handball, Guillaume Saurina commence le handball à l'âge de 10 ans dans le club des Angles. Il évolue ensuite au sein du club d'Avignon avant de rejoindre le centre de formation de Montpellier où il reste de 1998 à 2000. En 2001, il est victime d'un accident de circulation qui entraîne pour Saurina de multiples traumatismes avec notamment une double fracture ouverte tibia-péroné, un pneumothorax ou un traumatisme crânien. Opéré, son avenir sportif est remis en question par le chirurgien.

### Carrière
Il reprend cependant la compétition dès février 2002 avec le club de Villefranche. Il rejoint ensuite le Villeurbanne handball association où il évolue de 2002 à 2006 avant de rejoindre l'USAM Nîmes. 
En 2009, il est sélectionné Équipe de France A' pour participer aux Jeux méditerranéens de 2009. Si une sélection aux Jeux Méditerranéens ne compte pas comme une sélection officielle, Saurina et les Bleus remportent la médaille d'argent
Début 2010, son transfert au club de Chambéry est annoncé. Avec ce club, il découvre la Ligue des champions.
Il figure dans la pré-sélection de l'équipe de France pour le championnat du monde 2011. Il compte alors 1 sélection en équipe nationale et deux buts inscrits. Il ne figure pas dans l'équipe retenue pour cette compétition. En mai, il dispute la finale de la Coupe de France contre Dunkerque. Le match se joue aux tirs au but et Dunkerque s'impose 3 à 2. Lors des tirs au but, Saurina échoue dans sa tentative. Il revient à Nîmes lors de la saison 2011-2012.
Le 7 mai 2014, lors du match opposant l'USAM Nîmes au club d'Ivry, Saurina passe la barre des 1 000 buts en première division devenant ainsi le premier Français et le troisième joueur de LNH à réussir cette performance derrière Mladen Bojinović et Anouar Ayed.
À l'issue de la saison 2015-2016, il devient le meilleur buteur de l'histoire du championnat de France, avec 1224 buts marqués en 219 matches, soit 5,6 buts par match en moyenne.
À l'été 2016, il décide de quitter Nîmes et la France pour rejoindre le CSM Bucarest, suivant le chemin de sa femme Camille Ayglon qui a elle rejoint la section féminine du club.
Fin octobre 2017, il revient en France dans le club du HBC Nantes, pour pallier l'absence prolongée d'Olivier Nyokas. Il met un terme à sa carrière de joueur à l'issue de la saison qui a été marquée par la finale de la Ligue des champions.
Il devient entraîneur-adjoint de Frédéric Bougeant du club féminin du Nantes Atlantique Handball. Néanmoins, les résultats sur le plan sportif ne sont pas atteints avec à mi-saison une 6e place en championnat, une élimination en Coupe de l'EHF et une remise en cause par les joueuses du coaching de Bougeant : il donne ainsi sa démission le 6 novembre 2018 qui a été acceptée par la direction du club et Saurina assure l'intérim en compagnie de Loréta Ivanauskas jusqu'à l'arrivée en décembre du danois Allan Heine (da).
Saurina en devient l'entraîneur principal à l'intersaison 2020 et réalise une excellente saison en permettant au Nantes Atlantique Handball de devenir  le premier club de sport collectif nantais à remporter une coupe d'Europe, la Ligue européenne (C3). Sa seconde saison est de moins bonne facture : les Nantaises sont éliminées dès la phase de groupes de la Ligue européenne et pointent à la 4e place du Championnat avec déjà 6 défaites en 16 journées. Saurina est alors remercié.
En mai 2022, il est nommé à compter de la saison 2022-2023 entraîneur du club masculin de Pontault-Combault Handball qui évolue en Proligue (D2).

## Palmarès

### En club
- Finaliste de la Coupe de France (1) : 2011
- Finaliste de la Coupe de la Ligue française (1) : 2011
- Finaliste du Trophée des champions (1) : 2010
- Vice-champion de France (1) : 2011
- Vice-champion de Roumanie (1) : 2017
- Finaliste de la Ligue des champions en 2018

### En sélection nationale
- Médaillé d'argent aux Jeux méditerranéens de 2009 à Pescara,  Italie

### Distinctions individuelles
- Meilleur buteur du Championnat de France (2) : 2010 avec 178 buts  et 2012 avec 162 buts
- Meilleur buteur du Championnat de France de D2 en 2006 avec 257 buts[19]
- Élu meilleur joueur du Championnat de France de D2 en 2006[19] et 2013
- Élu meilleur arrière gauche du Championnat de France de D2 en 2006[19] et 2013

### Statistiques en championnat de France
| Saison                     | Club                       | Division                   | Matchs | Buts        | Buts      | Buts        | Buts    | Moy. |
| Saison                     | Club                       | Division                   | Matchs | Ch.         | 7m        | Total       | %       | Moy. |
| -------------------------- | -------------------------- | -------------------------- | ------ | ----------- | --------- | ----------- | ------- | ---- |
| 2002-2003                  | Villeurbanne HBA           | D1                         | 24     | 42 / (>=42) | 1 / (>=1) | 43 / (>=43) | ?       | 1,8  |
| 2003-2004                  | Villeurbanne HBA           | D1                         | 24     | 64/148      | 10/15     | 74/163      | 45,4 %  | 3,1  |
| 2004-2005                  | Villeurbanne HBA           | D2                         | ?      | ?           | ?         | ?           | ?       | 6    |
| 2005-2006                  | Villeurbanne HBA           | D2                         | 30     | ?           | ?         | 257 / 543   | ?       | 8,6  |
| 2006-2007                  | USAM Nîmes Gard            | D1                         | 26     | 115 / 167   | 11 / 14   | 126 / 181   | 69,61 % | 4,8  |
| 2007-2008                  | USAM Nîmes Gard            | D1                         | 24     | 120 / 180   | 21 / 25   | 141 / 205   | 68,78 % | 5,9  |
| 2008-2009                  | USAM Nîmes Gard            | D1                         | 23     | 122 / 172   | 43 / 46   | 165 / 218   | 75,69 % | 7,2  |
| 2009-2010                  | USAM Nîmes Gard            | D1                         | 25     | 133 / 179   | 45 / 46   | 178 / 225   | 79,11 % | 7,1  |
| 2010-2011                  | Chambéry Savoie HB         | D1                         | 26     | 80 / 106    | 1 / 1     | 81 / 107    | 75,70 % | 3,1  |
| 2011-2012                  | USAM Nîmes Gard            | D1                         | 26     | 129 / 244   | 33 / 43   | 162 / 287   | 56,45 % | 6,2  |
| 2012-2013                  | USAM Nîmes Gard            | D2                         | ?      | ?           | ?         | ?           | ?       | ?    |
| 2013-2014                  | USAM Nîmes Gard            | D1                         | 25     | 105 / 237   | 49 / 62   | 154 / 299   | 51,51 % | 6,2  |
| 2014-2015                  | USAM Nîmes Gard            | D1                         | 25     | 87 / 193    | 28 / 46   | 115 / 239   | 48,12 % | 4,6  |
| 2015-2016                  | USAM Nîmes Gard            | D1                         | 21     | 68 / 139    | 34 / 42   | 102 / 181   | 56,35 % | 4,9  |
| 2017-2018                  | HBC Nantes                 | D1                         | 16     | 11 / 24     | 0 / 0     | 11 / 24     | 45,83 % | 0,7  |
| Total en D1 de 2002 à 2016 | Total en D1 de 2002 à 2016 | Total en D1 de 2002 à 2016 | 285    | 1076/1831   | 276/341   | 1352/2172   | 62,2 %  | 4,7  |